# 鉄山区
鉄山区（てつざん-く）は中華人民共和国湖北省黄石市に位置する市轄区。

## 行政区画
- 街道:鉄山街道